# Serre salentine

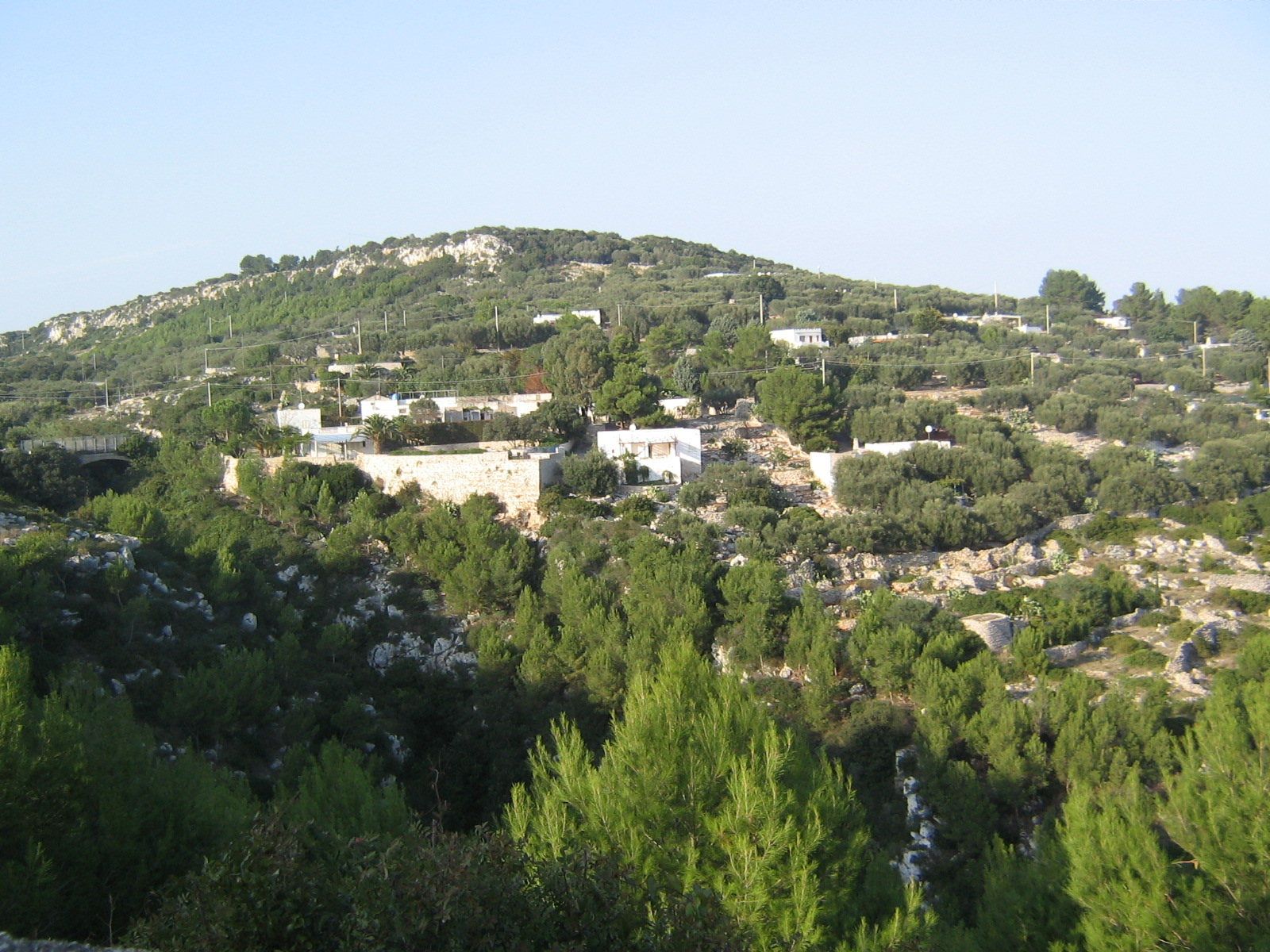
Collina da "Rùsia" in territorio di Corsano

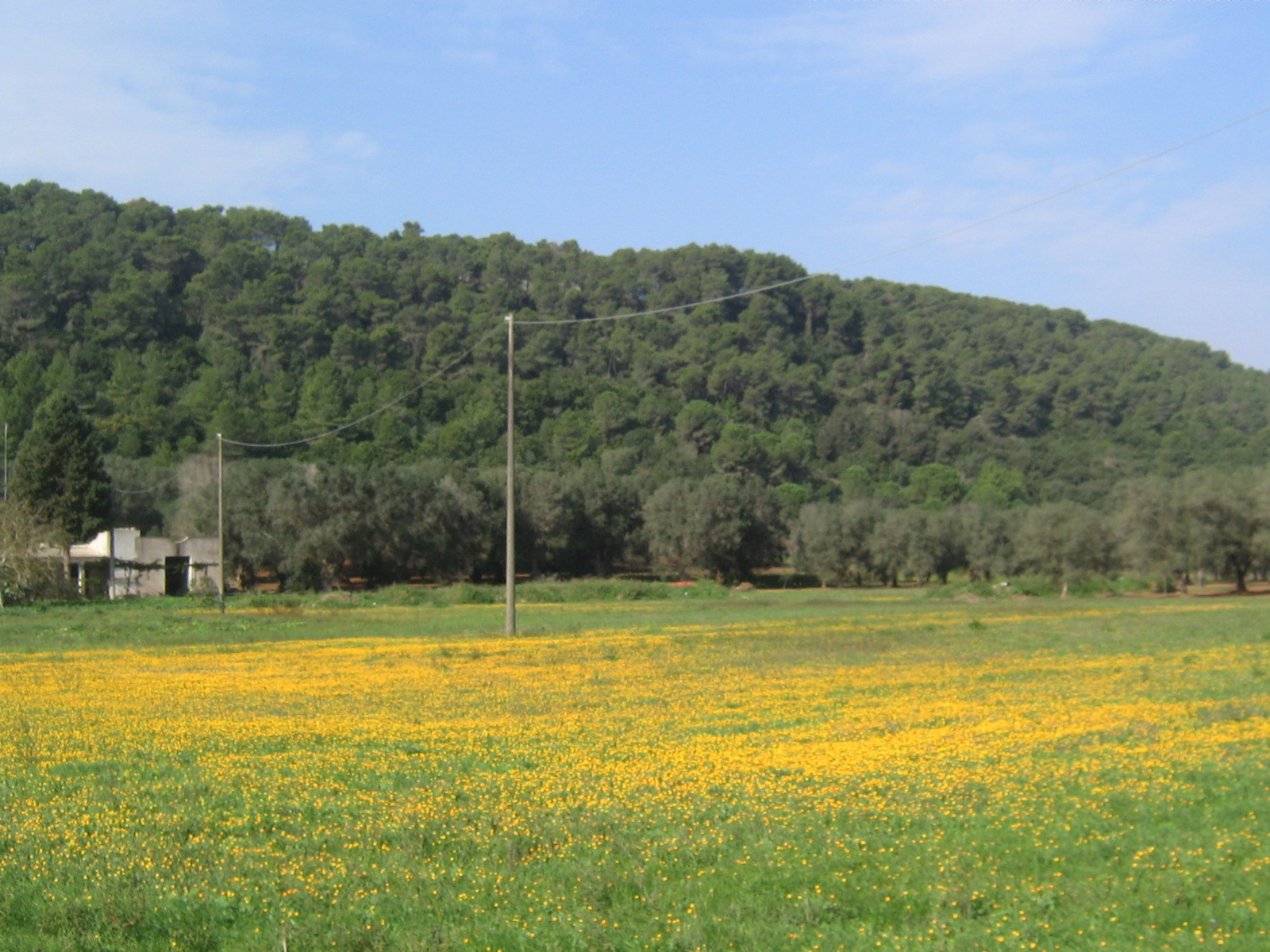
Serra di Supersano

Le Serre salentine sono delle elevazioni collinari del Salento meridionale (in provincia di Lecce) che si trovano a sud della linea ideale che congiunge, grossomodo, Gallipoli e Otranto. Si estendono per 1088 km², pari al 38,9% della provincia. Sono caratterizzate da allineamenti di modeste groppe sassose, chiamate localmente serre. Il punto più alto è nella Serra di Sant'Eleuterio, a 198 metri. Sono dette anche Murge Salentine, anche se sono separate quasi del tutto dalle colline sorelle dal Tavoliere di Lecce, con un sottile collegamento nelle aree immediatamente a ridosso della costa jonica.

Le alture del versante orientale scendono direttamente a mare (formando il tratto di costa tra Otranto e il capo di Leuca), mentre le Serre della sezione mediana (da Supersano fino al Capo) sono caratterizzate da numerosi terrazzamenti, resisi necessari per le coltivazioni agricole.
Nelle piccole valli tra le serre si interpongono zone depresse e pianeggianti dove la presenza di pozzi ha favorito in passato l'insediamento umano: si addensano così numerosi centri abitati di piccole dimensioni, molto vicini gli uni agli altri.

## Alture
| Denominazione             | Altezza (m) |
| ------------------------- | ----------- |
| Serra di Sant'Eleuterio   | 198 m       |
| Serra dei Cianci          | 196 m       |
| Serra di Montesardo       | 182 m       |
| Madonna della Serra       | 169 m       |
| La Serra                  | 165 m       |
| Serra dei Peccatori       | 159 m       |
| Serra di Vereto           | 154 m       |
| Serra Magnone             | 151 m       |
| Monte Rotondo             | 148 m       |
| Serra Falitte             | 145 m       |
| Specchia Silva            | 145 m       |
| Serra Mucorone            | 139 m       |
| Monte Fiusco              | 135 m       |
| Serra di Pozzo Mauro      | 132 m       |
| Serra del Mito            | 126 m       |
| Serra di Poggiardo        | 126 m       |
| Monte Mattia              | 122 m       |
| Serra di Serrano (Italia) | 120 m       |
| Serra di Casavecchia      | 111 m       |
| Serra La Motta            | 106 m       |
| Serra del Rio             | 104 m       |
| Serra di Monte Li Specchi | 104 m       |
| Serra di Montevergine     | 101 m       |
| Serra di Martignano       | 105 m       |
| Serra di Castelforte      | 90 m        |
| Serra Campilatini         | 90 m        |
| Serra Calaturo            | 86 m        |
| Serra Potenza             | 86 m        |